# Yabuhara-juku

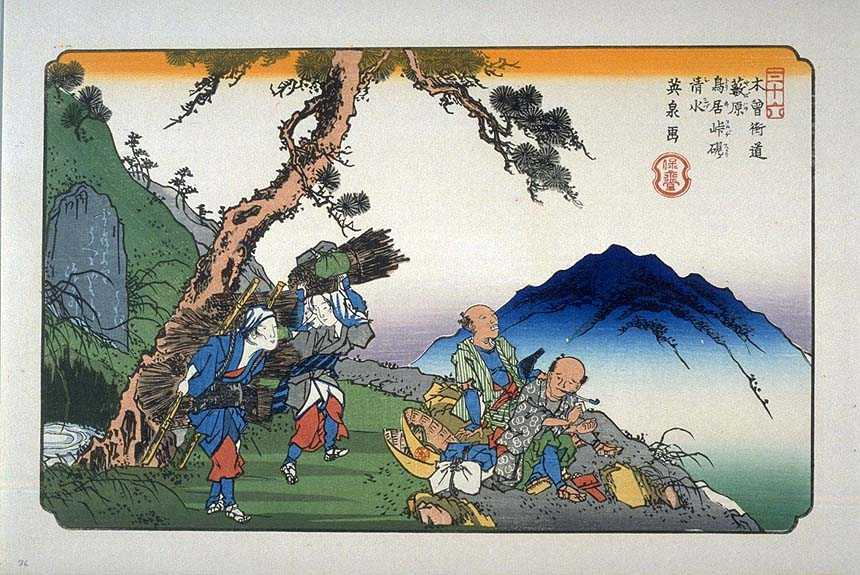
Yabuhara-juku, estampe de Keisai Eisen de la série Les Soixante-neuf Stations du Kiso Kaidō.

Yabuhara-juku (藪原宿, Yabuhara-juku) était la trente-cinquième des soixante-neuf stations du Nakasendō, mais aussi la troisième des onze stations du Kisoji. Elle est située dans le village moderne de Kiso, dans le district de Kiso de la préfecture de Nagano au Japon. Yabuhara-juku se trouve près du passage Torii qui représente la partie la plus difficile du Kisoji. La station est à présent connue pour ses omiyage faits des écorces de bouleaux qui poussent dans les environs.

## Stations voisines
Nakasendō et Kisoji
Narai-juku – Yabuhara-juku – Miyanokoshi-juku